# Codi ATC B06
El  codi ATC B06, descrit com Altres agents hematològics, és una subgrup terapèutic de l'Anatomical, Therapeutic, Chemical Classification System (ATC). La classificació ATC és un sistema de codis alfanumèric desenvolupat per l'Organització Mundial de la Salut (OMS) per als fàrmacs i altres productes sanitaris. El subgrup B06 és part del grup anatòmic B Sang i òrgans hematopoètics.

Els codis per a ús veterinari (codis ATCvet) poden han estat creats afegint la lletra Q davant dels codis ATC humans: QB06... 
Les adaptacions estatals de la classificació ATC poden incloure codis addicionals no presents en aquesta llista, que segueix la versió de l'OMS.

## B06A Altres agents hematològics
- B06AA Enzims
  - B06AA02 Fibrinolisina i desoxiribonucleasa
  - B06AA03 Hialuronidasa
  - B06AA04 Quimotripsina
  - B06AA07 Tripsina
  - B06AA10 Desoxiribonucleasa
  - B06AA55 Estreptocinasa, combinacions
- B06AB Altres productes amb grup hemo
- B06AC Fàrmacs utilitzats en l'angioedema hereditari